# Lalle Larsson
Lars Egon Johan Ebbeke (Lalle) Larsson (Malmö, 19 mei 1974) is een Zweeds toetsenist en componist.

## Biografie
Hij is zoon van klassiek zanger, toneelspeler, danser etc. Egon Larsson en klassiek zangeres Eva Ebbekke Larsson. Hij is halfbroer van acteurs Gunilla Larsson en Chatarina Larsson. 
Lalle groeide thuis op met klassieke muziek en jazz. Hijzelf zegt dan ook dat hij a; vroeg kennis maakte met de muziek van Charlie Parker, Art Tatum, John Coltrane, Charles Mingus en Eric Dolphy. Hij zegt zelf meer beïnvloed te zijn door Chick Corea, Keith Jarrett, Bill Evans en Joe Zawinul. Ondertussen luisterde hij op bescheiden schaal naar rockmuziek met in zijn ogen de helden Ronnie James Dio en Yngwie Malmsteen. Zelf begon hij achter het drumstel met daarbij piano. In de jaren tachtig schafte hij enkele elektrische piano’s aan waaronder de Roland D-50, maar vond achteraf het geluid van synthesizers en piano te beperkt, hij is jaloers op houtblazers. Hij studeerde tussen 1991 en 1993 in Wenen. Eenmaal terug in Zweden begon hij met de band Ominix, en was voor langere tijd sessiemuzikant en soloartiest. Hij bracht diverse platen uit via het Britse platenlabel Liquid Note Records.
Hij schreef het klassieke werk Seven deadly pieces (2001) voor kamerorkest en thrashmetalband (in dit geval Darkane). De stad Helsingborg had er een beurs voor over; het project werd op dvd vastgelegd. Voordeel daarbij was dat Larsson in die jaren (2000-2008) docent was aan de Mega Musik-schola in Helsingborg  Ook buiten die stad bleef hij lesgeven in Zweden en daarbuiten.
Werken, nog steeds binnen het semiklassieke oeuvre, kregen uitvoeringen in Scandinavië.
Rond 2008 maakte hij kennis met bagitarist Jonas Reingold, die hem muziek liet uitgeven op zijn eigen label Reingold Records: Weaveworld (2009), Infinity of worlds (2020) en Nightscapes (2013). Reingold trok hem ook de muziekgroepen Karmakanic en Agents of Mercy in (2009-2012). In Agents of Mercy speelde ook Roine Stolt en die zag samen met Reingold het wel zitten dat Larsson het voorprogramma kon verzorgen voor concerten van The Flower Kings. Larsson trok zo heel Europa door. In 2014 volgde nog het album Until never, samen met opnieuw Reingold en Richard Hallebek (akoestische gitaar).
Internationaal gebruikt hij het pseudoniem Lale Larsson en staat op meer dan 50 compact disc bij de credits. Gary Willis, Dave Weckl, Jon Anderson en Roine Stolt, Jonas Reingold, Shawn Lane, Marco Minnemann, Phi Yaan Zek, Virgil Donati, Peter Wildoer, Richard Hallebeek, Greg Howe, Nick D'Virgilio en Randy Brecker maakten gebruik van zijn diensten. Hij zat voorts in Electrocution 250. 2012 werd Lalle Larsson verkozen tot top 5 in de categorie "Beste toetsenist" in British Classic Prog Magazine. Voorts was hij vanaf 2012 jarenlang toetsenist bij project Music of Abba, een showprogramma dat rondtoert in de Verenigde Staten.

## Discografie (selectief)

### Solo
- 2014 - Until never (CD)
- 2018 - Ashen lights (CD)

#### The Weaveworld Trilogy
- 2009 - Weaveworld (CD)
- 2010 - Infinity of worlds (CD)
- 2012 - Nightscapes (CD)

#### The Seven Deadly Pieces Orchestra
- 2008 - Seven deadly pieces - A concert for chamber orchestra and electric guitars.(DVD)

#### Ominox
- 1994 - In time (MC).
- 2004 - Contemporary Past (LNR)Teenage demo recordings from 1993-1995

### Karmakanic
- 2008 - Karmakanic – Who's the boss in the factory
- 2011 - Karmakanic - In a perfect world
- 2014 - Karmakanic – Karmakanic: Live in the US
- 2016 - Karmakanic – Dot

### Agents of Mercy
- 2010 - Dramarama
- 2010 – The power of two: Karmakanic & Agents of Mercy
- 2011 - The black forest

### Anderson/Stolt
- 2016 – Invention of knowledge

### Kaipa Da Capo
Kaipa Da Capo is ook een band van Roine Stolt.
- 2017 - Kaipa Da Capo - Live